# شهنواز سفلی
شهنواز سفلی یکی از روستاهای استان آذربایجان شرقی است که در دهستان قوری‌چای شرقی بخش مرکزی شهرستان چاراویماق واقع شده‌است.این روستا ۱۲۹ نفر جمعیت دارد.